# انوشیروان زیاری
انوشیروان ملقب به شرف‌المعالی از امیران آل زیار بود. او در کودکی حکومت را بعد از پدرش منوچهر در سال ۴۲۱ هجری و به شرط دادن خراج به محمود غزنوی به دست گرفت. اما قدرت عملاً در اختیار سپهسالارش، باکالیجار کوهی بود. باکالیجار فرمانروای گرگان و طبرستان بود و مسعود غزنوی، جانشین محمود، به شرط ادامه پرداخت خراج حکومت او را ابقا کرد. جز این، دیگر نامی از انوشیروان در تاریخ نیست تا آن که پس از بالا گرفتن درگیری میان باکالیجار و مسعود غزنوی، در سال ۴۲۶ قمری مسعود به گرگان و طبرستان حمله کرد. در این هنگام، باکالیجار در نامه‌ای، از انوشیروان و خودش به عنوان فرمانروایان گرگان و طبرستان نام برده‌است. باکالیجار توانست برابر حملهٔ مسعود مقاومت کند و با خروج او، مجدداً در گرگان به تخت نشیند و اعلام اطاعت او را کند. با ضعیف شدن مسعود غزنوی و شکست او از طغرل بیگ در جنگ دندانقان، در گرگان هم انوشیروان بر باکالیجار غلبه کرد و خود بر حکومت نشست. ولی طغرل کمی بعد به قلمروش تاخت و او را مطیع خود ساخت و مرداویج بن بسو را شریک او در حکومت گرگان و طبرستان نمود.

## پیش‌زمینه
اطلاعات زیادی از این برهه از تاریخ طبرستان در دسترس نیست چون تواریخ محلی مازندران دربارهٔ حوادث نیمهٔ دوم سدهٔ پنجم اطلاعات اندکی ثبت کرده‌اند.
با آغاز حکومت منوچهر زیاری، دودمان آل زیار وارد دوران افول و به سلاطین ترک‌تباری وابسته شد که در خراسان قدرت بیشتری داشتند. بدین ترتیب، در این دوره، زیاریان از حکومتی مستقل به قدرتی تحت سلطه و دست‌نشانده تبدیل شدند و در حالی که هیچ‌کدام از امیران قبلی آل زیار خراج‌گزار دیگر حکومت‌های همسایه نبودند، پس از روی کار آمدن منوچهر پرداخت خراج سالانه‌ای، اغلب به مبلغ پنجاه هزار دینار، مرسوم شد. برخلاف امیران پیشین زیاری، از زمان منوچهر و جانشینان او اطلاعات چندانی وجود ندارد؛ زیرا منابع اولیه دربارهٔ آن‌ها، که قدرت پیشین خود را از دست داده بودند، مطالب چندانی ننوشته‌اند و افزون بر این، سکه‌های محدودی از این فرمانروایان زیاری در دست است. همزمان با سال‌های پایانی حکومت منوچهر زیاری، محمود غزنوی توانسته بود بر آل بویه و حاکمان محلی دیلمی و کَرد چیره شود و بر شهرهای ری و جبال تسلط یابد. منوچهر در سال ۴۲۰ یا ۴۲۱ هجری به مرگ طبیعی از دنیا رفت و پس از درگذشت او، در فاصله‌ای کوتاه سلطان محمود غزنوی نیز درگذشت. البته بیهقی در داستان متفاوتی باکالیجار کوهی را برادرزن منوچهر دانسته و می‌گوید وی به کمک حاجب بزرگ منوچهر، او را به زهر مسموم کرده و کشته‌است.
با توجه به این که انوشیروان در زمان درگذشت پدرش و رسیدن به تاج و تخت زیاری، هنوز به سن کافی برای حکمرانی نرسیده بود، احتمالاً بایستی در اوایل سده پنجم هجری به دنیا آمده باشد؛ گرچه منابع در این باره گمانه‌زنی نکرده‌اند.

## نخستین دورهٔ حکومت
پس از مرگ منوچهر، در سال ۴۲۰ یا ۴۲۱ هجری، انوشیروان به حکومت موروثی دست یافت و محمود غزنوی حکومتش را به رسمیت شناخت. البته به گفته بیهقی، سلطان محمود ابتدا تردید داشت که آیا انوشیروان قدرت کافی برای حکومت در منطقه‌ای که تحت فشار حملات روزافزون ترکمن‌ها از سمت استپ‌های دهستان قرار داشت، دارد یا خیر. محمود برای کمک به تثبیت به حکومت نشستن انوشیروان پانصد هزار دینار باج طلب نمود. مدت کوتاهی پس از بر تخت نشستن انوشیروان، محمود غزنوی درگذشت و بیشتر دوره نخست امارت انوشیروان مقارن سلطنت مسعود غزنوی است، که جایگزین محمود شده‌بود. در قلمرو انوشیروان به نام مسعود سکه ضرب می‌شد و خطبه می‌خواندند. آن گونه که بیهقی در کتابش آورده، در این زمان باکالیجار همهٔ کارها را انجام می‌داد و انوشیروان که در سنین نوجوانی بود، قدرتی نداشت. ابن اثیر نیز می‌گوید «ابوکالیجار بن ویهان القوهی» فرماندهٔ سپاهیان انوشیروان و ناپدری او بود. گویا این که پس از مرگ منوچهر، باکالیجار با بیوهٔ او، که مادر انوشیروان بود، ازدواج کرد.

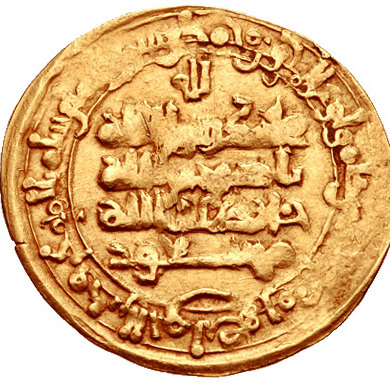
با قدرت گرفتن انوشیروان، سکه و خطبه در طبرستان و جرجان به نام امیر مسعود غزنوی شد.

باکالیجار که موجب تثبیت قدرت انوشیروان شده‌بود، تصمیم گرفت تدریجاً او را از صحنه کار بزند و خود بر تخت نشیند. در همین ایام شرح مشاوره‌ای از سلطان مسعود با «خواجه احمد بن حسن میمندی» در کتاب بیهقی وجود دارد که در آن خواجه به سلطان پیشنهاد می‌دهد حکومت شهر ری را به باکالیجار بسپارند ولی مسعود ضمن اذعان به توانایی باکالیجار مخالفت می‌کند؛ زیرا ترس آن دارد که انوشیروان نتواند بدون حضور باکالیجار از پس کنترل طبرستان برآید.
این که باکالیجار چگونه حکومت انوشیروان را از سر راه خود برداشته و چه نقشه‌ای کشیده‌بود معلوم نیست. باکالیجار طبق آنچه برخی منابع اولیه معاصر نوشته‌اند، در سال ۴۲۳ هجری، در نامه‌ای به دربار سلطان مسعود مدعی شد که انوشیروان را با زهر کشته و از او خواست، حال چون از تبار مرداویج و وشمگیر فرد ذکوری نیست که توانایی کنترل گرگان و طبرستان را داشته باشد، فرمانروایی خودش را به رسمیت بشناسد. سلطان مسعود که مشغول جنگ با مخالفانش بود، با درخواست باکالیجار موافقت کرد و از او خواست چند نفر را برای تحویل منشور حکومت بر آن قلمرو، به دربارش بفرستد. آن گونه که بیهقی گفته، در این سال در شهر غزنین شایعه شده بود که باکالیجار به کمک حاجب بزرگ منوچهر، انوشیروان را زهر خورانده و کشته‌است. به نظر می‌رسد باکالیجار، گرچه در نامه‌اش به دربار سلطان مسعود مستقیماً از قتل انوشیروان سخن نگفته، خود چنین شایعه کرده‌باشد تا زمینهٔ فرمانرواییش را مهیا کند. نهایتاً مسعود که به استحکام حکومت انوشیروان اطمینان نداشت، درخواست باکالیجار برای به رسمیت شناختن بر تخت نشستنش را پذیرفت و باکالیجار رسماً حاکم قلمرو طبرستان و جرجان شد.

## دوران غیبت
پس از به قدرت رسیدن باکالیجار در سال ۴۲۳ هجری، خبری از انوشیروان نیست تا آن که نامش در ربیع‌الاول سال ۴۲۶ به منابع اولیه بازمی‌گردد. در این سال، بر اثر اختلافاتی که میان سلطان مسعود غزنوی و باکالیجار درگرفته بود، سلطان به قلمرو گرگان لشکر کشید و چون به شهر نزدیک می‌شد، باکالیجار گریخت و انوشیروان، بزرگان شهر و سرداران نظامی را هم با خود به ساری برد. محمدعلی مفرد احتمال می‌دهد که انوشیروان در این مدت در حبس بوده. به هر ترتیب، پس از فرار، باکالیجار نامه‌ای به نام خود و انوشیروان برای مسعود نوشت و اظهار اطاعت کرد. ولی سلطان مسعود به نامه‌نگاری‌های باکالیجار وقعی ننهاد. کمی بعد باکالیجار مجدداً قدرت یافت و سلطان مسعود که در لشکرکشی‌اش ناکام مانده‌بود، به سوی مرزهای شمال‌شرقی قلمرو خود رفت؛ جایی که با مهاجمان سلجوقی روبرو شد.

## دومین دورهٔ حکومت و هجوم سلاجقه
در سال ۴۳۳ هجری، انوشیروان با استفاده از ضعف سلطان مسعود و به طبع آن بی‌پشتوانه ماندن باکالیجار توانست مجدداً بر تخت امارت زیاری بنشیند. محمدعلی مفرد می‌گوید که دانسته نیست چگونه انوشیروان توانسته باکالیجار را بر کنار کند چون اطلاعی دقیقی از نحوهٔ ارتباط این دو تن نداریم. برخی منابع از ازدواج انوشیروان با مادر باکالیجار، به وساطت مادر انوشیروان، سخن گفته‌اند که به نظر این مورخ، نمی‌تواند صحت داشته باشد. اما عباس زریاب چنین می‌پندارد که مادر انوشیروان، که همسر باکالیجار بوده، در به قدرت رسیدن دوباره به پسرش کمک کرده‌است.
دربارهٔ عاقبت کار باکالیجار هم اطلاعی در دست نیست. زریاب احتمال می‌دهد که وی در زمان سقوط امارتش به دست انوشیروان به قتل رسیده باشد، ولی منابع چنین گزارشی ارائه نداده‌اند. او سپس می‌گوید: «نظر به مناسبات معمول آن زمان، نگاه‌داشتن دشمنی بزرگ پس از گرفتار کردن او، درست نمی‌نماید و خصوصاً آن که ابن اثیر ذیل حوادث ۴۳۳، می‌گوید مرداویج مادر انوشیروان، همان زن سابق باکالیجار، را به زنی گرفت، که این امر تنها با قتل باکالیجار می‌توانست واقع شود؛ مگر آن که احتمال بدهیم این زن را به زور مطلقه کرده باشند، که احتمالی بعید است.»

مسیر لشکرکشی‌های طغرل بیگ پس از پیروزی در دندانقان

در ادامهٔ سال ۴۳۳ هجری طغرل بیگ، رهبر سلجوقیان که به تازگی در نبرد دندانقان مسعود را شکست داده‌بود، از نابه‌سامانی در ملک انوشیروان و رویدادهای آنجا مطلع شد و برای تسخیر گرگان، نیرو فرستاد. چغری بیک به راحتی با لشکریانش وارد شهر گرگان شد. طغرل مبلغ صد هزار دینار را جهت مصالحه با اهالی، مقرر نمود و مرداویج بن بسو دیلمی، که در لشکرش بود، را به عنوان حاکم گرگان تعیین کرد و خراج سالیانه‌اش را پنجاه هزار دینار اعلام کرد. طبرستان یا بخشی از آن هم به انوشیروان سپرده شد تا تحت نظر مرداویج بن بسو به حکومت خود ادامه دهد. مرداویج با مادر انوشیروان ازدواج کرد و بدین ترتیب انوشیروان کاملاً مطیع او گشت. به این ترتیب، زیاریان تا اواخر قرن تحت امر طغرل و فرمانروایی سلجوقیان، بر ولایت گرگان و طبرستان ادامه دادند. گرچه از منظری دیگر می‌توان گفت که تقریباً این دودمان در این هنگامه منقرض شد چون زین پس تنها برخی امیرزادگان این خاندان فقط در قلعه‌های کوهستانی حکومت‌هایی کوچک یافتند و هیچگاه به مناطق هامون و جلگه‌ای دست نیافتند و دولتی جدی نبودند. لذا بسیاری از مورخان سال ۴۳۳ هجری، که مرداویج بن بسو والی شد، را سال پایان کار زیاریان دانسته‌اند، ولی برخی دیگر بر این گمانند که مردان دیگری مانند جستان بن انوشیروان، کیکاووس‌ ابن‌اسکندر، گیلان ‌بن کیکاووس، باکالیجار و دارا پادشاهان دیگر این خاندان بوده‌اند و این دودمان تا ۴۸۳ هجری حکومت کرده‌است و سرانجام به دست اسماعیلیان برافتاده است.
میترا مهرآبادی، مورخ معاصر، می‌گوید: «عصر انوشیروان و باکالیجار را باید آغاز بر پایان حاکمیت نسبتاً مستقل زیاریان دانست؛ اگرچه شاید حتی نتوان از همان آغازین روزهای تشکیل حکومت زیاری توسط مرداویج، حاکمیت زیاریان را کاملاً مستقل خواند.» او در ادامه پذیرش تابعیت سلجوقیان را پایان راه «اندیشه‌ی استقلال‌خواهی از نوع زیاری» و آغازی بر پایان حاکمیت اسمی زیاری، حتی از نوع مطیعانه‌اش، می‌داند. او نوع پذیرش حاکمیت سلجوقیان را با پذیرفتن تابعیت خلفا، سامانیان، غزنویان و بوییان مقایسه کرده و موارد پیشین را جدی تلقی نمی‌کند.

## ابهامات دربارهٔ انوشیروان
به باور محمدعلی مفرد در مورد ارتباط بین باکالیجار و انوشیروان اطلاعات کمی وجود دارد و دقیقاً مشخص نیست که چگونه باکالیجار توانست ادعا کند انوشیروان مسموم شد و هیچ مردی در خاندان زیاری نیست که حکومت کند، یا در آن زمان دارا و اسکندر بن قابوس کجا بوده‌اند و این که چگونه پس از لشکر آوردن مسعود غزنوی ناگهان انوشیروان به عرصه بازگشت و نامش در کنار نام باکالیجار قرار گرفت؟
بنا بر مقالهٔ روزبه زرین‌کوب، در نوشته‌های عزالدین ابن اثیر همواره نام انوشیروان در شرح وقایع این دورهٔ زمانی ذکر شده ولی او در میان گزارش خواستگاری باکالیجار از دختر سلطان مسعود، باکالیجار را «فرماندهٔ سپاه دارا، پسر منوچهر، و سرپرست امور او» معرفی کرده‌است. مشخص نیست منظور ابن اثیر از دارا در اینجا چه کسی است و ارتباط او با انوشیروان مشخص نیست. این احتمال وجود دارد که دارا نام دیگر انوشیروان بوده باشد. محمدعلی مفرد دارا و اسکندر، پدر کیکاووس، را یکی می‌داند و پسر قابوس معرفی می‌کند؛ سپس می‌گوید او در دربار غزنویان می‌زیست و چون غزنویان برافتادند، پس از مرگ انوشیروان در ۴۳۵ هجری، به سرزمین اجدادی بازگشت و در قلعه‌های کوهستانی طبرستان به حکومت محدودی دست یافت و تا سال ۴۴۱ هجری حکومت کرد.

## مرگ
آن گونه که عنصرالمعالی کیکاووس در قابوس‌نامه نوشته‌است، انوشیروان هنگام شکار کشته شد. یاقوت حموی در معجم الادبا مرگ او را در سال ۴۳۵ هجری ثبت کرده‌است و محمدعلی مفرد بنا بر این، چنین می‌پندارد که انوشیروان پس از کنار زدن باکالیجار دو-سه سالی بر طبرستان حکومت کرده‌است. از سویی زرین‌کوب در دایرةالمعارف بزرگ اسلامی احتمال می‌دهد که انوشیروان و دارا یکی باشند و ۴۴۱ هجری که ظهیرالدین مرعشی و دیگر منابع تاریخ مازندران به عنوان سال‌مرگ باکالیجار بیان کرده‌اند، در واقع تاریخ درگذشت انوشیروان باشد. باسورث هم در دانشنامه اسلام دوران پس از طغرل را برای زیاریان نامعلوم و تاریک می‌داند و احتمال می‌دهد پایان حکومت انوشیروان تا ۴۴۱ هجری باشد و گزارش یاقوت دربارهٔ جانشینی «جستان» به جای انوشیروان را ناصحیح می‌داند.
پس از زوال زیاریان و روی کار آمدن سلجوقیان دوران جدیدی در مازندران شروع شد. طغرل در حالی نواحی دشت مازندران را مورد تاخت و تاز قرار داد که مناطق کوهستانی به استقلال خود ادامه دادند. طغرل به باقی گذاشتن گماشته‌ای اکتفا کرد و رو به سوی مناطق غربی ایران نهاد و با خروجش موجب شد عده‌ای از ترکان غز به مناطق مختلفی از مازندران هجوم آورده و غارت و کشتار کنند. این خلاء قدرت سیاسی در مازندران فرصتی مناسب برای ظهور مجدد دودمان  باوندیان پدیدآورد.  از میان باوندیان معاصر با انوشیروان، «سهراب پسر شهریار» عزلت گزید و تا پایان عمر از سیاست کناره گرفت؛ اما پسر او، به نام «قارن» در درگاه باکالیجار بود و پس از هجوم طغرل، او مردم کوهستان را گرد خود جمع کرد و مقدمات حکومت پسرش، حسام‌الدوله شهریار، را ایجاد نمود.

## تبارنامه
|  |  |                               |                               |                               |                               | وردان                         | وردان                         | وردان | وردان | وردان        | وردان        |              |              |                                                    |                                                    |                                                    |                                                    | دختر تیرداد                                        | دختر تیرداد                                        | دختر تیرداد                  | دختر تیرداد                  | دختر تیرداد                  | دختر تیرداد                  |                            |                            |                                              |                                              |                                              |                                              |                                              |                                              |                                |                                |                                |                                |  |  |  |  |  |  |  |  |  |  |  |  |  |  |  |  |  |  |  |  |  |  |  |  |  |  |  |  |
|  |  |                               |                               |                               |                               | وردان                         | وردان                         | وردان | وردان | وردان        | وردان        |              |              |                                                    |                                                    |                                                    |                                                    | دختر تیرداد                                        | دختر تیرداد                                        | دختر تیرداد                  | دختر تیرداد                  | دختر تیرداد                  | دختر تیرداد                  |                            |                            |                                              |                                              |                                              |                                              |                                              |                                              |                                |                                |                                |                                |  |  |  |  |  |  |  |  |  |  |  |  |  |  |  |  |  |  |  |  |  |  |  |  |  |  |  |  |
|  |  |                               |                               |                               |                               |                               |                               |       |       |              |              |              |              |                                                    |                                                    |                                                    |                                                    |                                                    |                                                    |                              |                              |                              |                              |                            |                            |                                              |                                              |                                              |                                              |                                              |                                              |                                |                                |                                |                                |  |  |  |  |  |  |  |  |  |  |  |  |  |  |  |  |  |  |  |  |  |  |  |  |  |  |  |  |
|  |  |                               |                               |                               |                               |                               |                               |       |       |              |              | زیار         |              |                                                    |                                                    |                                                    |                                                    |                                                    |                                                    |                              |                              |                              |                              |                            |                            |                                              |                                              |                                              |                                              |                                              |                                              |                                |                                |                                |                                |  |  |  |  |  |  |  |  |  |  |  |  |  |  |  |  |  |  |  |  |  |  |  |  |  |  |  |  |
|  |  |                               |                               |                               |                               |                               |                               |       |       |              |              |              |              |                                                    |                                                    |                                                    |                                                    |                                                    |                                                    |                              |                              |                              |                              |                            |                            |                                              |                                              |                                              |                                              |                                              |                                              |                                |                                |                                |                                |  |  |  |  |  |  |  |  |  |  |  |  |  |  |  |  |  |  |  |  |  |  |  |  |  |  |  |  |
|  |  |                               |                               |                               |                               |                               |                               |       |       |              |              |              |              |                                                    |                                                    |                                                    |                                                    |                                                    |                                                    |                              |                              |                              |                              |                            |                            |                                              |                                              |                                              |                                              |                                              |                                              |                                |                                |                                |                                |  |  |  |  |  |  |  |  |  |  |  |  |  |  |  |  |  |  |  |  |  |  |  |  |  |  |  |  |
|  |  | مرداویج فرمانروایی ۳۱۹ تا ۳۲۳ | مرداویج فرمانروایی ۳۱۹ تا ۳۲۳ | مرداویج فرمانروایی ۳۱۹ تا ۳۲۳ | مرداویج فرمانروایی ۳۱۹ تا ۳۲۳ | مرداویج فرمانروایی ۳۱۹ تا ۳۲۳ | مرداویج فرمانروایی ۳۱۹ تا ۳۲۳ |       |       |              |              |              |              |                                                    |                                                    |                                                    |                                                    | وشمگیر فرمانروایی ۳۲۳ تا ۳۵۷                       | وشمگیر فرمانروایی ۳۲۳ تا ۳۵۷                       | وشمگیر فرمانروایی ۳۲۳ تا ۳۵۷ | وشمگیر فرمانروایی ۳۲۳ تا ۳۵۷ | وشمگیر فرمانروایی ۳۲۳ تا ۳۵۷ | وشمگیر فرمانروایی ۳۲۳ تا ۳۵۷ |                            |                            |                                              |                                              |                                              |                                              |                                              |                                              |                                |                                |                                |                                |  |  |  |  |  |  |  |  |  |  |  |  |  |  |  |  |  |  |  |  |  |  |  |  |  |  |  |  |
|  |  | مرداویج فرمانروایی ۳۱۹ تا ۳۲۳ | مرداویج فرمانروایی ۳۱۹ تا ۳۲۳ | مرداویج فرمانروایی ۳۱۹ تا ۳۲۳ | مرداویج فرمانروایی ۳۱۹ تا ۳۲۳ | مرداویج فرمانروایی ۳۱۹ تا ۳۲۳ | مرداویج فرمانروایی ۳۱۹ تا ۳۲۳ |       |       |              |              |              |              |                                                    |                                                    |                                                    |                                                    | وشمگیر فرمانروایی ۳۲۳ تا ۳۵۷                       | وشمگیر فرمانروایی ۳۲۳ تا ۳۵۷                       | وشمگیر فرمانروایی ۳۲۳ تا ۳۵۷ | وشمگیر فرمانروایی ۳۲۳ تا ۳۵۷ | وشمگیر فرمانروایی ۳۲۳ تا ۳۵۷ | وشمگیر فرمانروایی ۳۲۳ تا ۳۵۷ |                            |                            |                                              |                                              |                                              |                                              |                                              |                                              |                                |                                |                                |                                |  |  |  |  |  |  |  |  |  |  |  |  |  |  |  |  |  |  |  |  |  |  |  |  |  |  |  |  |
|  |  |                               |                               |                               |                               |                               |                               |       |       |              |              |              |              |                                                    |                                                    |                                                    |                                                    |                                                    |                                                    |                              |                              |                              |                              |                            |                            |                                              |                                              |                                              |                                              |                                              |                                              |                                |                                |                                |                                |  |  |  |  |  |  |  |  |  |  |  |  |  |  |  |  |  |  |  |  |  |  |  |  |  |  |  |  |
|  |  | فرهاد                         | فرهاد                         | فرهاد                         | فرهاد                         | فرهاد                         | فرهاد                         |       |       | لنگر (سالار) | لنگر (سالار) | لنگر (سالار) | لنگر (سالار) | لنگر (سالار)                                       | لنگر (سالار)                                       |                                                    |                                                    | بیستون فرمانروایی ۳۵۷ تا ۳۶۶                       | بیستون فرمانروایی ۳۵۷ تا ۳۶۶                       | بیستون فرمانروایی ۳۵۷ تا ۳۶۶ | بیستون فرمانروایی ۳۵۷ تا ۳۶۶ | بیستون فرمانروایی ۳۵۷ تا ۳۶۶ | بیستون فرمانروایی ۳۵۷ تا ۳۶۶ |                            |                            | قابوس فرمانروایی ۳۶۶ تا ۳۷۱ مجدداً ۳۸۸ تا ۴۰۳ | قابوس فرمانروایی ۳۶۶ تا ۳۷۱ مجدداً ۳۸۸ تا ۴۰۳ | قابوس فرمانروایی ۳۶۶ تا ۳۷۱ مجدداً ۳۸۸ تا ۴۰۳ | قابوس فرمانروایی ۳۶۶ تا ۳۷۱ مجدداً ۳۸۸ تا ۴۰۳ | قابوس فرمانروایی ۳۶۶ تا ۳۷۱ مجدداً ۳۸۸ تا ۴۰۳ | قابوس فرمانروایی ۳۶۶ تا ۳۷۱ مجدداً ۳۸۸ تا ۴۰۳ |                                |                                |                                |                                |  |  |  |  |  |  |  |  |  |  |  |  |  |  |  |  |  |  |  |  |  |  |  |  |  |  |  |  |
|  |  | فرهاد                         | فرهاد                         | فرهاد                         | فرهاد                         | فرهاد                         | فرهاد                         |       |       | لنگر (سالار) | لنگر (سالار) | لنگر (سالار) | لنگر (سالار) | لنگر (سالار)                                       | لنگر (سالار)                                       |                                                    |                                                    | بیستون فرمانروایی ۳۵۷ تا ۳۶۶                       | بیستون فرمانروایی ۳۵۷ تا ۳۶۶                       | بیستون فرمانروایی ۳۵۷ تا ۳۶۶ | بیستون فرمانروایی ۳۵۷ تا ۳۶۶ | بیستون فرمانروایی ۳۵۷ تا ۳۶۶ | بیستون فرمانروایی ۳۵۷ تا ۳۶۶ |                            |                            | قابوس فرمانروایی ۳۶۶ تا ۳۷۱ مجدداً ۳۸۸ تا ۴۰۳ | قابوس فرمانروایی ۳۶۶ تا ۳۷۱ مجدداً ۳۸۸ تا ۴۰۳ | قابوس فرمانروایی ۳۶۶ تا ۳۷۱ مجدداً ۳۸۸ تا ۴۰۳ | قابوس فرمانروایی ۳۶۶ تا ۳۷۱ مجدداً ۳۸۸ تا ۴۰۳ | قابوس فرمانروایی ۳۶۶ تا ۳۷۱ مجدداً ۳۸۸ تا ۴۰۳ | قابوس فرمانروایی ۳۶۶ تا ۳۷۱ مجدداً ۳۸۸ تا ۴۰۳ |                                |                                |                                |                                |  |  |  |  |  |  |  |  |  |  |  |  |  |  |  |  |  |  |  |  |  |  |  |  |  |  |  |  |
|  |  |                               |                               |                               |                               |                               |                               |       |       |              |              |              |              |                                                    |                                                    |                                                    |                                                    |                                                    |                                                    |                              |                              |                              |                              |                            |                            |                                              |                                              |                                              |                                              |                                              |                                              |                                |                                |                                |                                |  |  |  |  |  |  |  |  |  |  |  |  |  |  |  |  |  |  |  |  |  |  |  |  |  |  |  |  |
|  |  |                               |                               |                               |                               |                               |                               |       |       |              |              |              |              | منوچهر فرمانروایی ۴۰۳ تا ۴۲۱                       | منوچهر فرمانروایی ۴۰۳ تا ۴۲۱                       | منوچهر فرمانروایی ۴۰۳ تا ۴۲۱                       | منوچهر فرمانروایی ۴۰۳ تا ۴۲۱                       | منوچهر فرمانروایی ۴۰۳ تا ۴۲۱                       | منوچهر فرمانروایی ۴۰۳ تا ۴۲۱                       |                              |                              | دارا فرمانروایی ۴۳۶ تا ۴۴۱   | دارا فرمانروایی ۴۳۶ تا ۴۴۱   | دارا فرمانروایی ۴۳۶ تا ۴۴۱ | دارا فرمانروایی ۴۳۶ تا ۴۴۱ | دارا فرمانروایی ۴۳۶ تا ۴۴۱                   | دارا فرمانروایی ۴۳۶ تا ۴۴۱                   |                                              |                                              | اسکندر                                       | اسکندر                                       | اسکندر                         | اسکندر                         | اسکندر                         | اسکندر                         |  |  |  |  |  |  |  |  |  |  |  |  |  |  |  |  |  |  |  |  |  |  |  |  |  |  |  |  |
|  |  |                               |                               |                               |                               |                               |                               |       |       |              |              |              |              | منوچهر فرمانروایی ۴۰۳ تا ۴۲۱                       | منوچهر فرمانروایی ۴۰۳ تا ۴۲۱                       | منوچهر فرمانروایی ۴۰۳ تا ۴۲۱                       | منوچهر فرمانروایی ۴۰۳ تا ۴۲۱                       | منوچهر فرمانروایی ۴۰۳ تا ۴۲۱                       | منوچهر فرمانروایی ۴۰۳ تا ۴۲۱                       |                              |                              | دارا فرمانروایی ۴۳۶ تا ۴۴۱   | دارا فرمانروایی ۴۳۶ تا ۴۴۱   | دارا فرمانروایی ۴۳۶ تا ۴۴۱ | دارا فرمانروایی ۴۳۶ تا ۴۴۱ | دارا فرمانروایی ۴۳۶ تا ۴۴۱                   | دارا فرمانروایی ۴۳۶ تا ۴۴۱                   |                                              |                                              | اسکندر                                       | اسکندر                                       | اسکندر                         | اسکندر                         | اسکندر                         | اسکندر                         |  |  |  |  |  |  |  |  |  |  |  |  |  |  |  |  |  |  |  |  |  |  |  |  |  |  |  |  |
|  |  |                               |                               |                               |                               |                               |                               |       |       |              |              |              |              | انوشیروان فرمانروایی ۴۲۱ تا ۴۲۲ و مجدداً ۴۳۳ تا ۴۳۵ | انوشیروان فرمانروایی ۴۲۱ تا ۴۲۲ و مجدداً ۴۳۳ تا ۴۳۵ | انوشیروان فرمانروایی ۴۲۱ تا ۴۲۲ و مجدداً ۴۳۳ تا ۴۳۵ | انوشیروان فرمانروایی ۴۲۱ تا ۴۲۲ و مجدداً ۴۳۳ تا ۴۳۵ | انوشیروان فرمانروایی ۴۲۱ تا ۴۲۲ و مجدداً ۴۳۳ تا ۴۳۵ | انوشیروان فرمانروایی ۴۲۱ تا ۴۲۲ و مجدداً ۴۳۳ تا ۴۳۵ |                              |                              |                              |                              |                            |                            |                                              |                                              |                                              |                                              | کیکاووس فرمانروایی ۴۴۱ تا ۴۸۳                | کیکاووس فرمانروایی ۴۴۱ تا ۴۸۳                | کیکاووس فرمانروایی ۴۴۱ تا ۴۸۳  | کیکاووس فرمانروایی ۴۴۱ تا ۴۸۳  | کیکاووس فرمانروایی ۴۴۱ تا ۴۸۳  | کیکاووس فرمانروایی ۴۴۱ تا ۴۸۳  |  |  |  |  |  |  |  |  |  |  |  |  |  |  |  |  |  |  |  |  |  |  |  |  |  |  |  |  |
|  |  |                               |                               |                               |                               |                               |                               |       |       |              |              |              |              | انوشیروان فرمانروایی ۴۲۱ تا ۴۲۲ و مجدداً ۴۳۳ تا ۴۳۵ | انوشیروان فرمانروایی ۴۲۱ تا ۴۲۲ و مجدداً ۴۳۳ تا ۴۳۵ | انوشیروان فرمانروایی ۴۲۱ تا ۴۲۲ و مجدداً ۴۳۳ تا ۴۳۵ | انوشیروان فرمانروایی ۴۲۱ تا ۴۲۲ و مجدداً ۴۳۳ تا ۴۳۵ | انوشیروان فرمانروایی ۴۲۱ تا ۴۲۲ و مجدداً ۴۳۳ تا ۴۳۵ | انوشیروان فرمانروایی ۴۲۱ تا ۴۲۲ و مجدداً ۴۳۳ تا ۴۳۵ |                              |                              |                              |                              |                            |                            |                                              |                                              |                                              |                                              | کیکاووس فرمانروایی ۴۴۱ تا ۴۸۳                | کیکاووس فرمانروایی ۴۴۱ تا ۴۸۳                | کیکاووس فرمانروایی ۴۴۱ تا ۴۸۳  | کیکاووس فرمانروایی ۴۴۱ تا ۴۸۳  | کیکاووس فرمانروایی ۴۴۱ تا ۴۸۳  | کیکاووس فرمانروایی ۴۴۱ تا ۴۸۳  |  |  |  |  |  |  |  |  |  |  |  |  |  |  |  |  |  |  |  |  |  |  |  |  |  |  |  |  |
|  |  |                               |                               |                               |                               |                               |                               |       |       |              |              |              |              | جستان                                              | جستان                                              | جستان                                              | جستان                                              | جستان                                              | جستان                                              |                              |                              |                              |                              |                            |                            |                                              |                                              |                                              |                                              | گیلانشاه فرمانروایی ۴۸۳ تا ۴۸۶               | گیلانشاه فرمانروایی ۴۸۳ تا ۴۸۶               | گیلانشاه فرمانروایی ۴۸۳ تا ۴۸۶ | گیلانشاه فرمانروایی ۴۸۳ تا ۴۸۶ | گیلانشاه فرمانروایی ۴۸۳ تا ۴۸۶ | گیلانشاه فرمانروایی ۴۸۳ تا ۴۸۶ |  |  |  |  |  |  |  |  |  |  |  |  |  |  |  |  |  |  |  |  |  |  |  |  |  |  |  |  |